# Camille Doucet

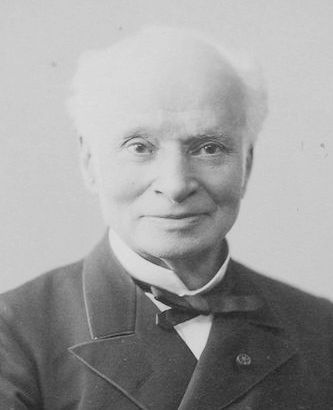
Camille Doucet

Charles-Camille Doucet (* 16. Mai 1812 in Paris; † 1. April 1895 ebenda) war ein französischer Dramatiker.

## Leben
Charles-Camille Doucet absolvierte ein Rechtsstudium, wurde Advokat und trat 1837 in die Domänenverwaltung. Später widmete er sich aber ganz der Dichtkunst. 1853 wurde er als Abteilungschef für die Beaufsichtigung der Theater ins Staatsministerium berufen und 1863 zum Direktor der Theaterverwaltung im Ministerium des kaiserlichen Hauses ernannt. 1865 wurde er in die Académie française gewählt und 1876 deren ständiger Sekretär, wozu ihn seine diplomatische Glätte und große persönliche Beliebtheit besonders befähigten. Er war seit 1867 Kommandeur der Ehrenlegion und versah viele Jahre am Moniteur parisien das Amt des dramatischen Kritikers.
Von Doucets Lustspielen sind die bekanntesten: Un jeune homme (1841), L’avocat de sa cause (1842), Le baron Lafleur (1842), La chasse aux fripons (1846), Le dernier banquet de 1847 (1847), Les ennemis de la maison (1850) und das Stück Le fruit défendu (1857, deutsch 1861), das neben dem 1860 auf dem Théâtre français aufgeführten Drama La considération (1860) wohl als seine gelungenste Produktion bezeichnet werden kann. Erwähnenswert sind ferner zwei von der Académie des Beaux-Arts preisgekrönte lyrische Szenen: Velasquez (1847) und La barque d’Antonio (1849). Seine Comédies en vers erschienen 1855, seine Œuvres complètes 1875 in 2 Bänden.